# Corrençon-en-Vercors
Corrençon-en-Vercors – miejscowość i gmina we Francji, w regionie Owernia-Rodan-Alpy, w departamencie Isère.
Według danych na rok 1990 gminę zamieszkiwały 264 osoby, a gęstość zaludnienia wynosiła 7 osób/km² (wśród 2880 gmin regionu Rodan-Alpy Corrençon-en-Vercors plasuje się na 1364. miejscu pod względem liczby ludności, natomiast pod względem powierzchni na miejscu 129.).